# .fo
.fo és el domini de primer nivell territorial (ccTLD) de les illes Fèroe. Qualsevol nom de domini ha de correspondre amb una marca registrada propietat del qui registra (sol·licitud de tipus A). Això no obstant, es pot registrar un nom de domini sense tenir la marca registrada corresponent (sol·licitud de tipus B), però qualsevol entitat que sigui propietària d'aquesta marca registrada pot oposar-s'hi dins dels 20 dies posteriors al registre del domini i quedar-se'l.